# Тігіпко Вікторія Вікторівна
Вікто́рія Ві́кторівна Тігі́пко (до шлюбу Лопатецька; 17 серпня 1973, Київ) — українська підприємниця, громадська діячка, засновниця та керівна партнерка венчурного фонду TA Ventures, президент Одеського міжнародного кінофестивалю, голова Наглядової ради Української кіноакадемії, голова Наглядової ради Українського фонду стартапів, засновниця клубу приватних інвесторів iClub, співзасновниця закритого жіночого ком'юніті для жінок в IT та Tech-бізнесі WTECH, ініціаторка британського проекту Code Club та школи EscapeLAB в Україні. Організаторка міжнародної IT-конференції IDCEE. Internet technologies and Innovations..

## Життєпис
Вікторія Лопатецька народилася 17 серпня 1973 року у Києві.

### Освіта
У 1990 році закінчила київську середню школу № 191 з відзнакою. 1996 року закінчила факультеті «Міжнародні економічні відносини і право» Київського інституту народного господарства з червоним дипломом. Згодом навчалась в Австрії у Віденському університеті та Віденському університеті економіки, де вивчала фінансовий менеджмент і міжнародне страхування. Також стала випускницею програми Venture Capital for Executives Каліфорнійського Університету Берклі в Сполучених Штатах Америки. Окрім української та російської мов, володіє англійською, німецькою, французькою та італійською.[джерело?]

### Кар'єра
Перші гроші Вікторія заробила у 9-му класі, перекладаючи на міжнародній виставці. Зі студентських часів працювала брокеркою на Українській універсальній товарній біржі, а також синхронною перекладачкою з англійської мови у банківській школі при Міжнародному інституті менеджменту (МІМ).
Згодом Вікторія Тігіпко займалася інвестиціями і дилерської діяльністю. Свою першу компанія, що займалась проектуванням, будівництвом і поставками спеціалізованого промислового обладнання, підприємниця заснувала у 1996 році. ЇЇ бізнес став найбільшим в Україні (і ТОП-3 в СНД) дилером німецької компанії «Кархер» (Alfred Kärcher GmbH & Co. KG).[джерело?]

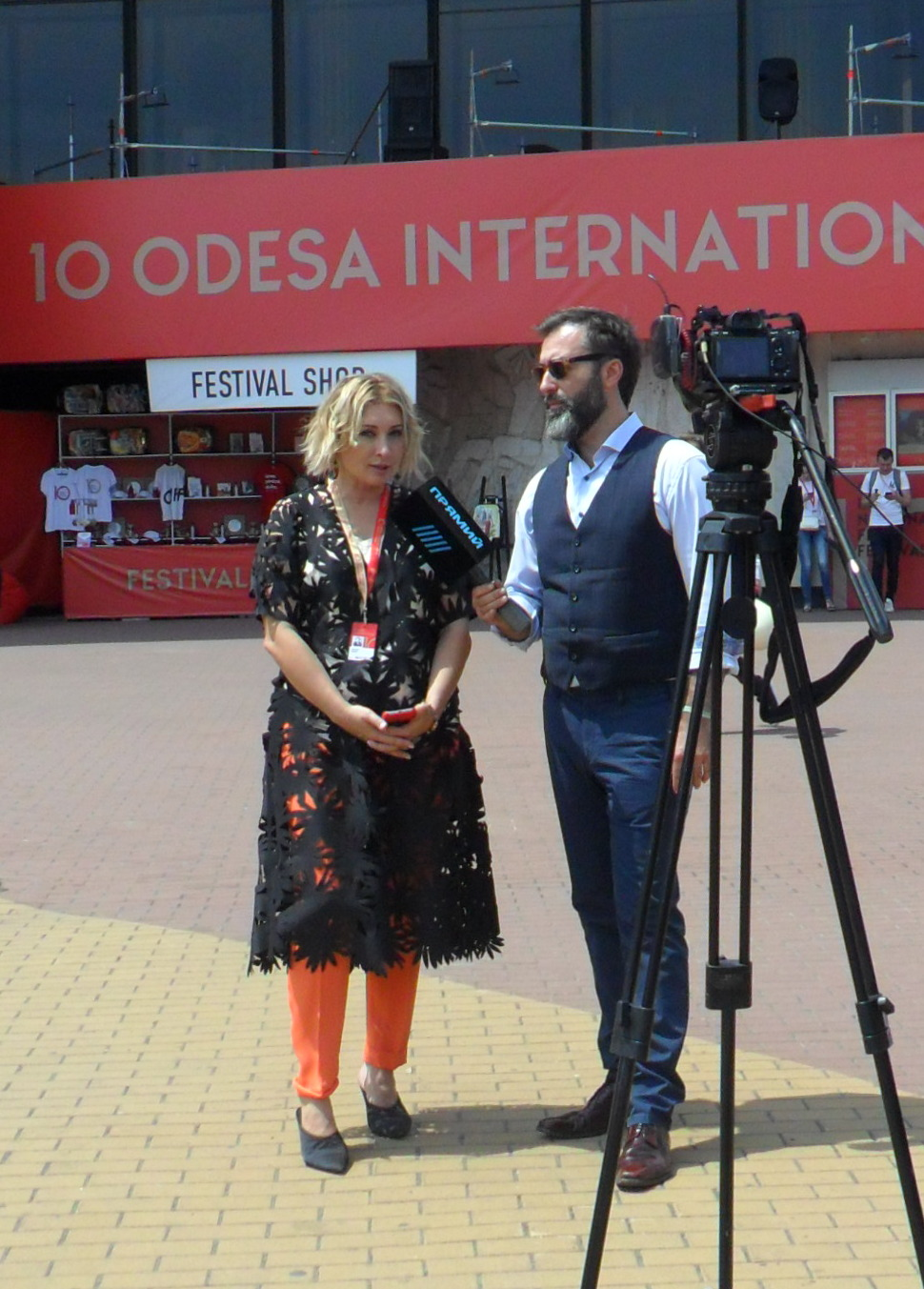
На 10-му Одеському міжнародному кінофестивалі, 2019

Хобі Вікторії Тігіпко, кіно, у 2010 році переросло у масштабну соціально-культурну подію — в якості президента Вікторія очолила Одеський міжнародний кінофестиваль, котрий є одним із найбільших глядацьких фестивалів у Східній Європі зі щорічною аудиторією близько в 120 тис. осіб. Діячка також є ініціаторкою заснування Української кіноакадемії і головою її Наглядової ради.
З того ж року по 2014 рік Вікторія Тігіпко є організаторкою міжнародної конференції «День інвестора центральної і східної Європи. Інтернет-технології та інновації» (IDCEE).
2010 р. — увійшла до рейтингу «25 найуспішніших бізнес-леді України» журналу «Фокус» без конкретного місця у списку, а в 2011 році посіла 13-е місце у рейтингу «100 найвпливовіших жінок України».
2012 р. — потрапила до рейтингу «Топ-100 найвпливовіших українців», а згодом стала однією з топ-5 впливових персон в українському інтернеті.
Вікторія Тігіпко — засновниця та керівний партнер фонду TA Ventures, створеного у 2010 році. Фонд зробив 200+ інвестицій, має 63 екзити, 3 єдинороги, 6 IPO. За даними Cambridge Associates, TA Ventures входить до числа 25 найбільших світових венчурних фондів з чистою дохідністю вище 25 %. Фонд інвестує в такі компанії як Wunder Mobility, Auctionata, Azimo, Beepi, Dreamlines, FinanzCheck, NU3, SumUp, Wallapop та інші.
При TA Ventures діє ICLUB Global, мережа інвесторів, яка працює в Лондоні, Нью-Йорку, Монако, Мінську, Алмати, Києві, на Кіпрі та в Дубаї. ICLUB було засновано з метою надати доступ до венчурних капіталів більш широкому колу приватних інвесторів. Клуб дає можливість інвестувати разом із фондом TA Ventures у європейські та американські стартапи на ранній стадії.
2013 р. — разом з TA Ventures стала партнеркою британської волонтерської ініціативи Code Club в Україні. Завдяки цій ініціативі з'явилася всеукраїнська мережа безкоштовних клубів з програмування для дітей 9-11 років. Станом на 2019 рік по всій Україні засновано 700 клубів, які відвідують близько 15000 дітей.
2016 року ввійшла в рейтинг «топ-100 найуспішніших жінок України».
2017 року посіла 28-е місце рейтингу «100 найвпливовіших жінок України» за версією журналу «Фокус».
2018 року співзаснувала WTECH Ukraine — спільноту для жінок-лідерок в Tech і онлайн-бізнесі, яка станом на кінець 2020 року нараховує 3500 жінок і базується у 9 містах України. У 2020 році був запущений осередок проекту у Великій Британії — Wtech London. У планах підприємниці на 2021 рік — запуск в Німеччині, США, Іспанії та Франції.
2019 року стала співзасновницею онлайн-ресурсу DzygaMDB — найповнішої в Україні база даних по кіно-, теле-, відео проєкти, а також професіоналів, які працюють в галузі відеовиробництва. Платформа постійно промотується поміж членів іноземних кіноакадемій та на світових кінофестивалях, зокрема ресурс було презентовано міжнародній спільноті під час Берлінале 2020.

## Родина
2004—2018 — перебувала у шлюбі з підприємцем та політичним діячем Сергієм Тігіпком. Виховує трьох дітей: Тимофія (2002), Анастасію (2005) та Леонтія (2008).